# František Fencl (letec)
František Fencl (6. února 1915 Dominikální Paseky – 21. srpna 1943 Atlantský oceán) byl český pilot 311. československé bombardovací perutě RAF.

## Život

### Před druhou světovou válkou
František Fencl se narodil 6. února 1915 na Dominikálních Pasekách na Příbramsku v rodině Josefa Fencla a Ludmily, rozené Vimrové. Během jeho dětství se rodina přestěhovala do Německých Pasek. Vyučil se strojním zámečníkem, mezi lety 1934 a 1936 absolvoval armádní Školu pro letecký dorost v Prostějově, následně sloužil u Leteckého pluku 1 v Praze. Kvalifikaci polního pilota letce získal v roce 1937, poté absolvoval kurz nočního létání a podle přístrojů.

### Druhá světová válka
Po německé okupaci a rozpuštění Československé armády opustil František Fencl 7. května 1939 ilegálně Protektorát Čechy a Morava a přes Polsko odešel do Francie. Zde podepsal závazek v cizinecké legii a sloužil v Alžírském Sidi-Bel-Abbès. Po vypuknutí druhé světové války byl z legie vyvázán a zařazen do francouzského bombardovacího letectva. Do pádu Francie v červnu 1940 nedokončil výcvik v Pau a do bojů tedy nezasáhl. Společně s dalšími se evakuoval do Spojeného království, kde byl 23. července 1940 přijat do Royal Air Force. Po absolvování výcviku v Cosfordu byl zařazen k 311. československé bombardovací peruti v Honingtonu. První operační let absolvoval na postu druhého pilota v únoru 1941 nad Brémy. V březnu 1942 ukončil po 200 odlétaných hodinách první operační turnus, následně sloužil jako pilot-instruktor u 1429. československé operační výcvikové letky a jako velitel základního výcviku. Během této doby absolvoval další tři operační lety. V prosinci 1942 nastoupil druhý operační turnus u 311. perutě. Na jaře 1943 společně s dalšími prodělal výcvik na strojích Consolidated B-24 Liberator, jeho poslední operační let na typu Vickers Wellington proběhl 17. května, čímž završil celkem čtyřicet misí a více než 211 hodin na těchto strojích. Dne 21. srpna 1943 byl členem posádky prvního stroje typu Consolidated B-24 Liberator, který odstartoval na operační let. Letoun GR.Mk.V BZ780 “O“, kterému velel Jindřich Breitcetl, měl za úkol protiponorkový hlídkový let nad Biskajským zálivem. V 18.20 byl asi 220 kilometrů od Brestu napaden skupinou německých dálkových stíhačů, sestřelen a všichni členové posádky zahynuli. Dle německých záznamů je pravděpodobné, že jeden z útočících letounů byl sestřelen též. Těla posádky moře nevyplavilo. Dosáhl hodnosti podporučíka.

## Ocenění

### Vyznamenání
- 3x Československý válečný kříž 1939
- Československá medaile Za chrabrost před nepřítelem

### Posmrtná ocenění
- František Fencl byl in memoriam povýšen do hodnosti plukovníka